# Cañasgordas
Cañasgordas là một khu tự quản thuộc tỉnh Antioquia, Colombia. Thủ phủ của khu tự quản Cañasgordas đóng tại Cañasgordas Khu tự quản Cañasgordas có diện tích 391 ki lô mét vuông. Đến thời điểm ngày 28 tháng 5 năm 2005, khu tự quản Cañasgordas có dân số 19316 người.